# オンタリオ水俣病
オンタリオ水俣病（オンタリオみなまたびょう、英：Ontario Minamata disease）は、カナダのオンタリオ州で1960年代から70年代に発生した公害病である。カナダ水俣病とも呼ばれる。工場から川に排出された排水に水酸化ナトリウムなどの毒性化学物が含まれていたため、カナダ先住民（ファースト・ネーション）の住む地域などが水銀汚染されてしまい、被害が出た。

## 概要
日本で発生した「水俣病」と症状が似ていることから、日本の専門家が派遣され調査などに参加している。工場は1970年に操業停止したが、集団訴訟が起こされ、1980年代までにカナダ政府は先住民地区の経済発展のために多額の金銭支援を行ったほか、原因となった工場の親会社であったリード・インターナショナル（現：リード・ビジネス）は賠償金を支払うことに同意した。